# Verenigde vergadering

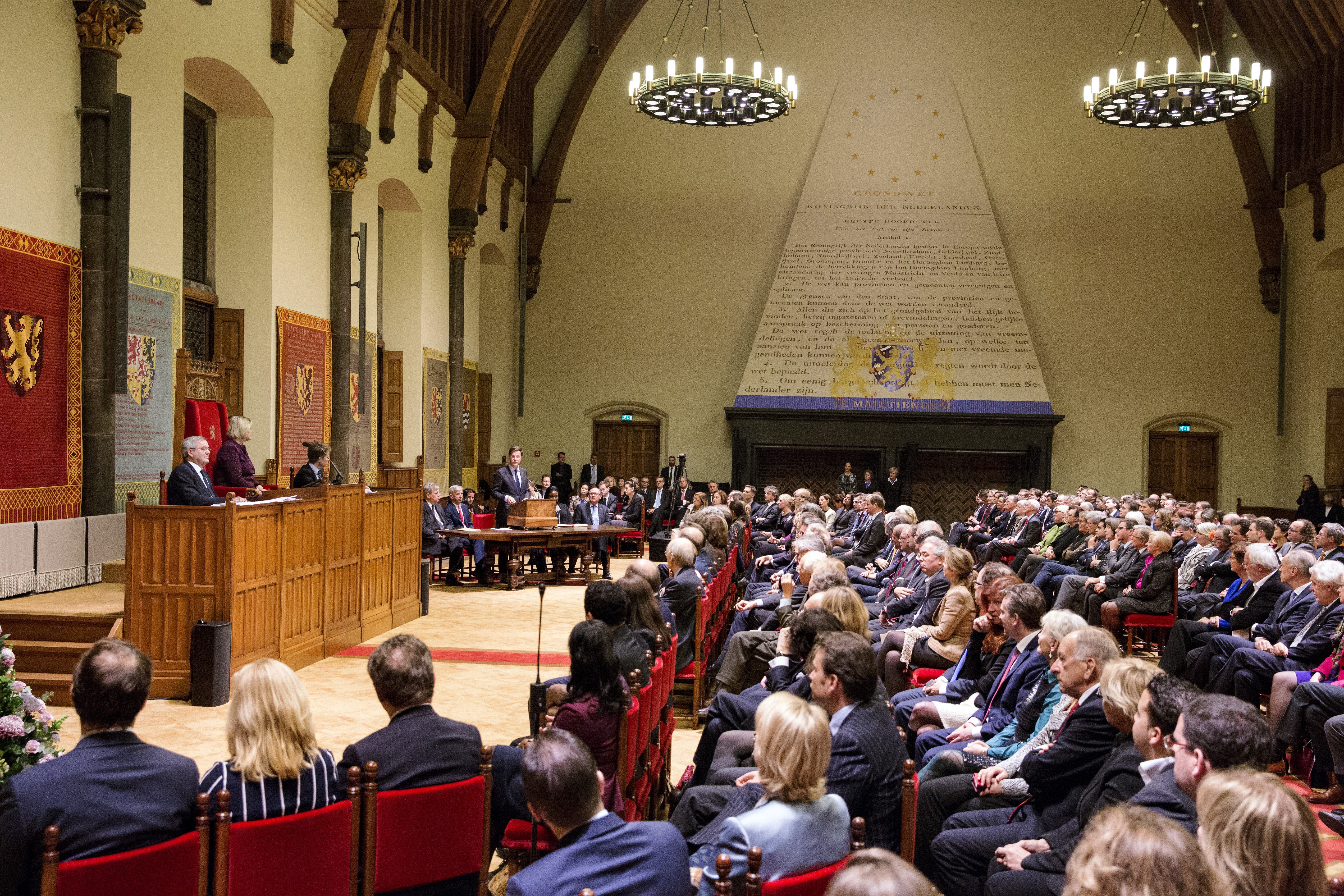
Verenigde vergadering op 3 december 2013

Een verenigde vergadering is een plenaire vergadering van de Nederlandse Staten-Generaal. Leden van de Eerste Kamer en de Tweede Kamer komen gedurende een regeerperiode enkele keren in verenigde vergadering, dat wil zeggen in hun geheel, bijeen. De verenigde vergadering wordt in dat geval door de voorzitter van de Eerste Kamer geleid. Redenen om bijeen te komen zijn Prinsjesdag, troonopvolging en noodtoestand.
De vergadering is opgenomen in de Nederlandse Grondwet. Deze schrijft een verenigde vergadering voor in de volgende gevallen:
- voor het besluit over een toestemmingswet voor het huwelijk van een lid van het Koninklijk Huis, (art. 28)
- voor het uitsluiten van de erfopvolging van een lid van het Koninklijk Huis (art. 29)
- voor het benoemen van de koning(in) als een troonopvolger ontbreekt (art. 30)
- bij de beëdiging en inhuldiging van een nieuwe koning(in), in de Nieuwe Kerk te Amsterdam (art. 32)
- voor een besluit over het ouderlijk gezag en de voogdij van een minderjarige koning(in) (art. 34)
- voor het besluit dat de koning(in) "buiten staat is het koninklijk gezag uit te oefenen". (art. 35)
- wanneer de koning(in) de uitoefening van zijn gezag tijdelijk wenst neer te leggen (art. 36)
- voor de benoeming van een regent (art. 37)
- bij de troonrede op Prinsjesdag (art. 65)
- direct na het afkondigen van een uitzonderingstoestand (art. 103)
- om een oorlog te verklaren of te beëindigen, tenzij er door de oorlogstoestand niet kan worden vergaderd (art. 96)